# A felügyelő (televíziós sorozat)
A felügyelő (eredeti címén: Der Kommissar) 97 részes, fekete-fehér nyugat-német krimisorozat, ami 1969 és 1976 között futott először a ZDF csatornán. A címszerepben Erik Ode, a sorozat írója Herbert Reinecker, vezető producere Helmut Ringelmann volt. A sorozatban Herbert Keller felügyelő és munkatársai munkáját követhetjük figyelemmel, akik gyilkossági ügyeket oldanak meg Münchenben és környékén. A sorozat a népszerű Derrick című sorozat előzményének tekinthető, ugyanis itt tűnt fel először a Fritz Wepper által alakított Harry Klein nyomozó. Mivel Fritz Wepper karakterét 1974-ben áthelyezték a Derrickbe, éppen ezért itteni munkáját testvére, Elmar Wepper vette át, aki a történet szerint Harry fivérét, Erwin Kleint alakítja. A váltás a 71. részben (Kis lábak nyomában) történt.

## Szereplők
| Szerep                     | Színész           | Magyar hang                 |
| -------------------------- | ----------------- | --------------------------- |
| Herbert Keller felügyelő   | Erik Ode          | Gera Zoltán                 |
| Walter Grabert             | Günther Schramm   | Kristóf Tibor               |
| Robert Heines              | Reinhard Glemnitz | Konrád Antal                |
| Harry Klein                | Fritz Wepper      | Gálvölgyi János             |
| Erwin Klein                | Elmar Wepper      | –                           |
| Käthe Rehbein              | Helma Seitz       | Győri Ilona                 |
| Helga Lauer                | Emily Reuer       | Szegedi Erika / Urbán Erika |
| Franziska, Keller felesége | Rosemarie Fendel  | Pápai Erzsi                 |
| Viktor Marek főfelügyelő   | Fritz Eckhardt    | ?                           |

## Magyarországi bemutatók
A sorozatot idehaza a Magyar Televízió sugározta 1974. május 18. és 1976. november 5. között. Nem került bemutatásra az egész sorozat, csak 22 rész. Az epizódok valamilyen ismeretlen logika szerinti sorrendbe kerültek bemutatásra. Egyes epizódokat a bemutatást követően néhány napon belül megismételtek, de az összes megvásárolt 22 részt azóta még egyszer sem ismételték. Az utolsóként bemutatott 24. részt a korabeli TV-újságok a sorozat befejező részeként hirdették, majd kevesebb mint másfél évvel az epizód hazai sugárzása után, 1978 márciusától a Magyar Televízió már a Derricket kezdte sugározni.
| Epizódszám | Cím                         | Magyar bemutató                                         |
| ---------- | --------------------------- | ------------------------------------------------------- |
| 28.        | Három halott Bécsbe utazik  | 1974. május 18.                                         |
| 22.        | A zongorista halála         | 1974. június 16.                                        |
| 5.         | Egy lány nem jelentkezik    | 1974. augusztus 3.                                      |
| 27.        | A névtelen telefonáló       | 1974. augusztus 16.                                     |
| 26.        | A kis Schubelik lány        | 1974. augusztus 31.                                     |
| 16.        | Egy tanú halála             | 1974. szeptember 7.                                     |
| 25.        | A Klett-ügy                 | 1974. november 3.                                       |
| 21.        | ...mint a farkasok          | 1974. november 22.                                      |
| 1.         | Halott úr az esőben         | 1974. december 31.                                      |
| 6.         | Pisztoly a parkban          | 1975. január 25.                                        |
| 10.        | Kiáltás az ablak alatt      | 1975. március 30.                                       |
| 29.        | Gyilkosság a mocsárban      | 1975. november 14.                                      |
| 9.         | A vérfoltos pénz            | 1975. december 2.                                       |
| 8.         | A halál 1. osztályon utazik | 1976. január 10.                                        |
| 30.        | Látogató Albertinél         | 1976. február 25.                                       |
| 17.        | A parkolóhely hiénái        | 1976. március 26.                                       |
| 7.         | Senki sem hallotta a lövést | 1976. április 24.                                       |
| 20.        | Halott a taxiban            | 1976. május 7.                                          |
| 4.         | Halott nő az út mellett     | 1976. május 22.                                         |
| 19.        | Az utolsó percben           | 1976. június 20.                                        |
| 2.         | Kés a páncélszekrényben     | Első adás dátuma ismeretlen, ismétlés: 1977. február 2. |
| 24.        | Halál rád, felügyelő!       | 1976. november 5.                                       |

A Derrick Club Hungary Facebook csoportnak köszönhetően bemutatásra kerültek feliratosan olyan epizódok is, amiket eddig idehaza nem vetítettek, és ez a kör folyamatosan bővül:
- 14. rész: A szörnyeteg
- 15. rész: Papírvirágok
- 31. rész: Az örömtánc vége
- 32. rész: A stoppos lány
- 34. rész: A halott férfi a 17-es szobából
- 35. rész: Lisa Bassenge gyilkosa
- 36. rész: Egy boltos halála
- 38. rész: Szürkésvörös reggel
- 40. rész: Kurusch úr halála
- 41. rész: Windeck, a pincér
- 42. rész: Rejtélyes gyilkosság
- 43. rész: Egy őrült álma
- 46. rész: Gyilkos szándékok
- 47. rész: Egy diáklány halála
- 48. rész: Halott kerestetik
- 49. rész: Az ámokfutó
- 50. rész: A teniszpálya
- 53. rész: Mykonos
- 54. rész: Hamis játékok
- 55. rész: Rudek
- 58. rész: Fekete háromszög
- 59. rész: Karin W. halála
- 60. rész: Az éjszaka, amikor Basseck meghalt
- 62. rész: Szikra a hidegben
- 71. rész: Kis lábak nyomában
- 72. rész: A három fivér
- 77. rész: Búcsú nélkül
- 78. rész: Egy kívülálló nehézségei
- 80. rész: Végzetes vitorlázás
- 81. rész: Halálos pásztoróra
- 84. rész: Az események kereszttüzében
- 93. rész: Egy playboy halála
- 96. rész: A nap hőse
- 97. rész: Halál átutazóban

## Baki
- A 72. részben (A három fivér) kb. 12:50 után, amikor Keller megkéri Erwint, hogy vigye haza Egertnét, illetve kb. 20:48 után, amikor azt mondja "Jól tetted", akkor az eredeti német szövegben mindkét esetben véletlenül Harry-nak szólítja Erwint.

## Érdekességek
- Két epizódban a Derrick felügyelőt alakító Horst Tappert is feltűnik: először a 21. részben (...mint a farkasok), amiben egy alkoholistát, másodszor a 60. részben (Az éjszaka, amikor Basseck meghalt), amiben egy diszkótulajdonost alakít.
- A 28. részben (Három halott Bécsbe utazik) feltűnik a Fritz Eckhardt által alakított Viktor Marek főfelügyelő, akit korábban az Oberinspecktor Marek (Marek főfelügyelő) című sorozatban, majd később a Tetthely című sorozatban, illetve a Mord im Wald (Gyilkosság az erdőben) című filmben lehetett látni. További érdekesség, hogy Marek főfelügyelő későbbi kollégája a Kurt Jaggberg által alakított Wirz nyomozó pedig feltűnik a Derrick 12. részében (A salzburgi bőrönd / Egy koffer Salzburgból).
- Elsőként a Kés a páncélszekrényben című epizódot forgatták le 1968-ban, ami aztán csak a 2. részként került adásba.
- A 8. rész (A halál 1. osztályon utazik) magyar változata 1973-ban készült, de csak három évvel később, 1976-ban mutatták be.
- A 15. részben (Papírvirágok) a Christiane Schröder által alakított nevelőotthonos lány elindul a nyomozókkal a tettes felkutatására, akkor Bocskai dolmányt visel, de az nem derül ki, hogy milyen okból. Ráadásul megemlíti, hogy a meggyilkolt barátnője két fehér színű magyar kutyát szeretett volna.
- A 43. részben (Egy őrült álma) Horst Frank hat különböző szerepben tűnik fel.
- A 44. részben a producer Helmuth Ringelmann mentora Martin Held is szerepet kapott, ő volt az epizód főszereplője.
- Az 55. részben (Rudek) a negatív karakter vezetékneve: Derrick. A karaktert Sky du Mont alakította.
- Fritz Weppernek ebben a sorozatban is Gálvölgyi János volt a magyar hangja, csakúgy mint a Derrickben.
- A Keller felügyelőt alakító Erik Ode rendezte a 24. részt (Halál rád, felügyelő!), a 41. részt (Windeck, a pincér), és a 70. részt, de később két alkalommal Derrick epizódot is rendezett: először a 63. részt (A kísértés / Egy kísérlet), másodszor a 75. részt (Egy kemény ember / Egy borzasztó erős személyiség), de szerepet már nem kapott a Derrickben.
- A Heiness nyomozót alakító Reinhard Glemnitz négy alkalommal tűnik fel a Derrickben (151., 177., 235. és 236. rész), de mind a négy alkalommal más szerepben.
- Erik Ode vendégszerepelt a Polizeiinspektion1 (magyarul: 1-es számú Rendőrfelügyelőség) és a Hallo – Hotel Sacher...Portier (magyarul: Halló – Hotel Sacher...Portás) című sorozatok 1-1 epizódjában mint felügyelő, bár nem Kellerként volt feltüntetve, mégis mindenki ismerte.
- A Derrick Club Hungary Facebook csoport szerkesztőinek és tagjainak köszönhetően folyamatosan kerülnek feliratosan bemutatásra idehaza eddig nem vetített részek, és ez a kör folyamatosan bővül, ezenkívül feliratosan elérhetővé tettek olyan részeket, amiket az MTV bemutatott, de a szinkronjukat eddig még nem lelték fel.